# The $1,000,000 Reward
The $1,000,000 Reward er en amerikansk stumfilm fra 1920 af Harry Grossman og George A. Lessey.

## Medvirkende
- Lillian Walker som Betty Thorndyke
- Coit Albertson som Morgan Spencer
- Charles B. Middleton som William Russell
- George Lessey som James Bradley
- Joe Smith Marba som Kenwah